# Palettenregal

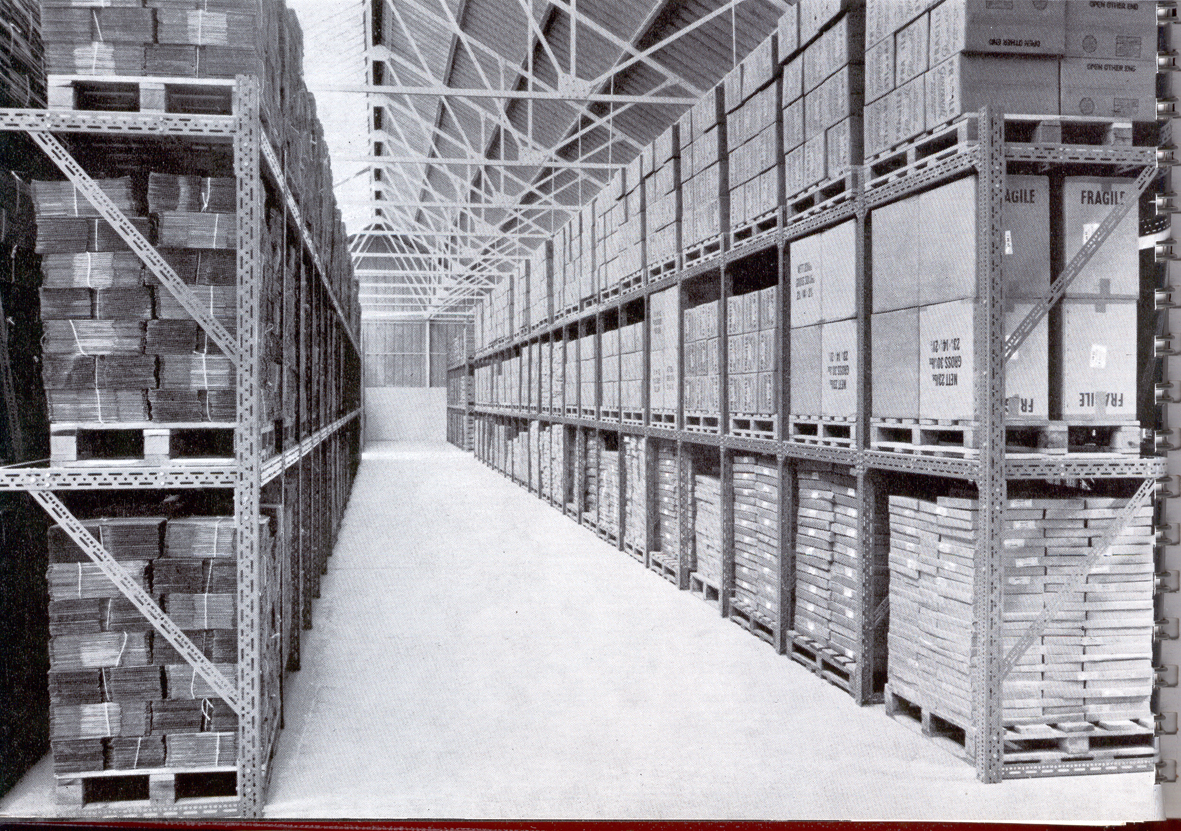
Älteres, verstellbares Lagersystem für Paletten

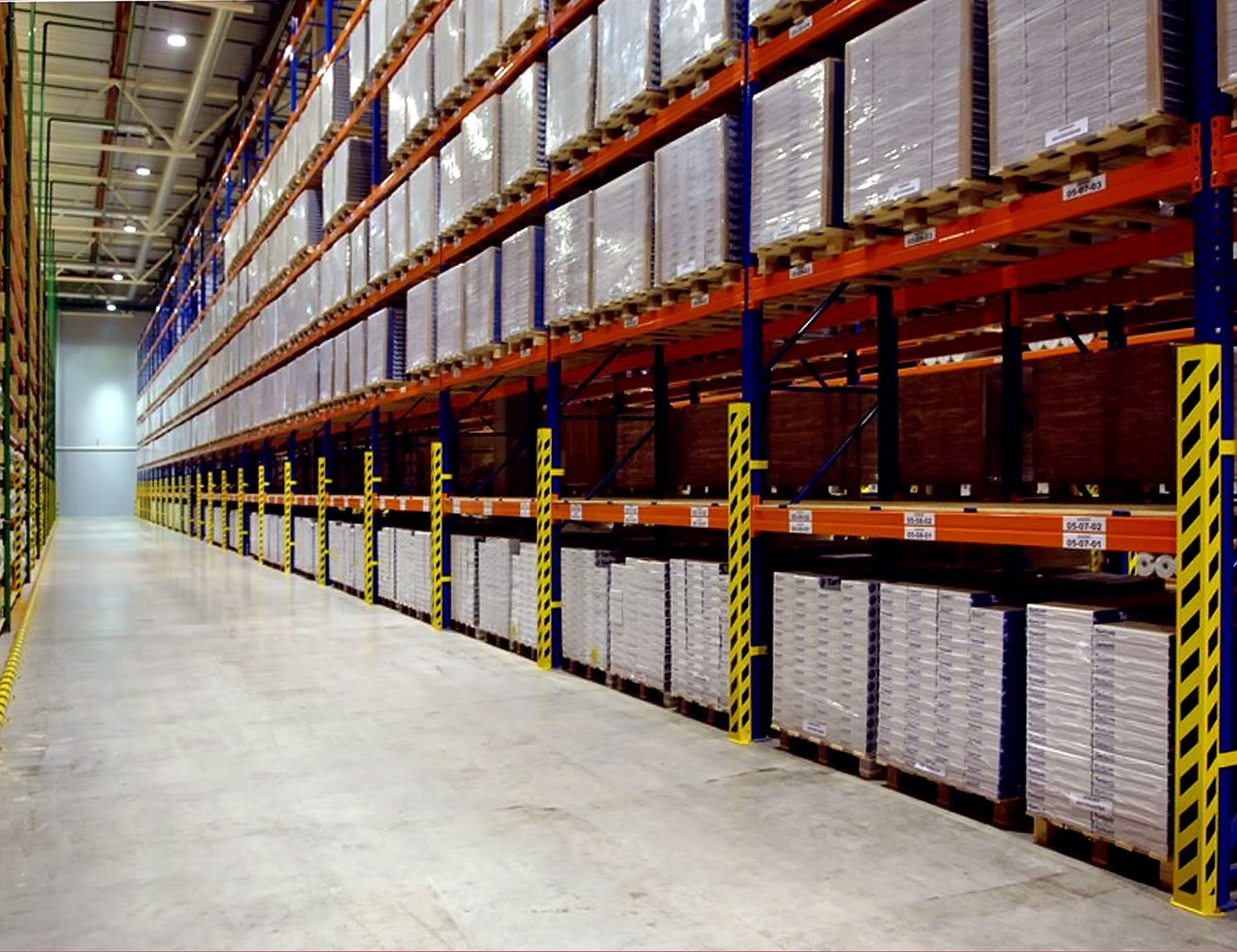
Modernes Hochregallager

Palettenregale beziehen ihren Namen von den einzulagernden Ladungsträgern, den Paletten. Diese können als Flachpaletten, Gitterboxpaletten oder als Sonderkonstruktionen auftreten. Immer sind sie Hilfsmittel, um Güter zu transportfreundlichen Ladungseinheiten zusammenzufassen. Palettenregale entstanden erst, als Paletten und Gabelstapler erfunden waren.
Die beiden wichtigsten Bauteile eines Palettenregals sind die Regalrahmen, als Fachwerk geschraubt oder geschweißt, und die eingehängten Längstraversen. Um diese einhängen zu können, sind die Stützen der Rahmen mit einer Systemlochung versehen.
Die Bauteile von Palettenregalen sind aus Stahl. Je nach Anzahl der Paletten je Fach unterscheidet man Palettenregale für Ein- oder Mehrplatzlagerung.
Sonderformen sind:
- Einfahrregale
- Einschubregale
- Hochregale in Silobauweise
- Kanallager mit Kanalfahrzeug, auch Satellitenfahrzeug genannt (siehe Shuttle (Lagertechnik))

Bei Planung und Produktauswahl ist die Standsicherheit von besonderer Wichtigkeit. Der Hersteller muss durch einen statischen Nachweis die Sicherheit für den Betreiber garantieren.